# Discovery-Expedition

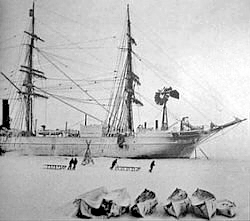
Die Discovery im Eis der Antarktis

Die British National Antarctic Expedition von 1901 bis 1904, besser bekannt als Discovery-Expedition, war die erste offizielle britische Expedition in die Antarktis seit der Fahrt unter James Clark Ross 60 Jahre zuvor. Sie wurde von einem Komitee aus Mitgliedern der Royal Society und der Royal Geographical Society geplant und sollte wissenschaftliche Untersuchungen und geografische Erforschung in einem damals fast völlig unberührten Kontinent durchführen. Mit dieser Expedition begannen die Karrieren vieler Männer, die später zu Hauptfiguren im „Heldenzeitalter“ der Antarktisforschung werden sollten, darunter der Expeditionsleiter Robert Falcon Scott, Ernest Shackleton, Edward Wilson, Frank Wild, Tom Crean und William Lashly.
Die Expedition konnte bedeutende Pionierarbeiten und wichtige geographische Entdeckungen vorweisen, darunter die Entdeckung der Edward-VII-Halbinsel als östliche Begrenzung des Ross-Schelfeises, der erstmalige Aufstieg eines bemannten Ballons in der Antarktis, die Überwinterung in zwei aufeinanderfolgenden Jahren, das erstmalige Betreten des Polarplateaus und einen neuen Rekord in der größten Annäherung an den geographischen Südpol. Als Wegbereiter für spätere Unternehmungen ist die Discovery-Expedition ein wichtiges Ereignis in der Geschichte der britischen Antarktisforschung.
Nach der Heimkehr der Männer wurde sie als Erfolg gefeiert, obwohl eine aufwändige Befreiungsoperation für die im Eis eingefrorene Discovery erforderlich war und später Zweifel an der Qualität einiger der wissenschaftlichen Aufzeichnungen aufkamen. Es wurde geltend gemacht, dass die Expedition vor allem bei der Beherrschung der Fortbewegungsmittel wie Skiern und Hundeschlitten versagt habe, ein Ruf, der britischen Expeditionen noch viele Jahre lang anhängen sollte.

## Hintergrund

### Vorgänger

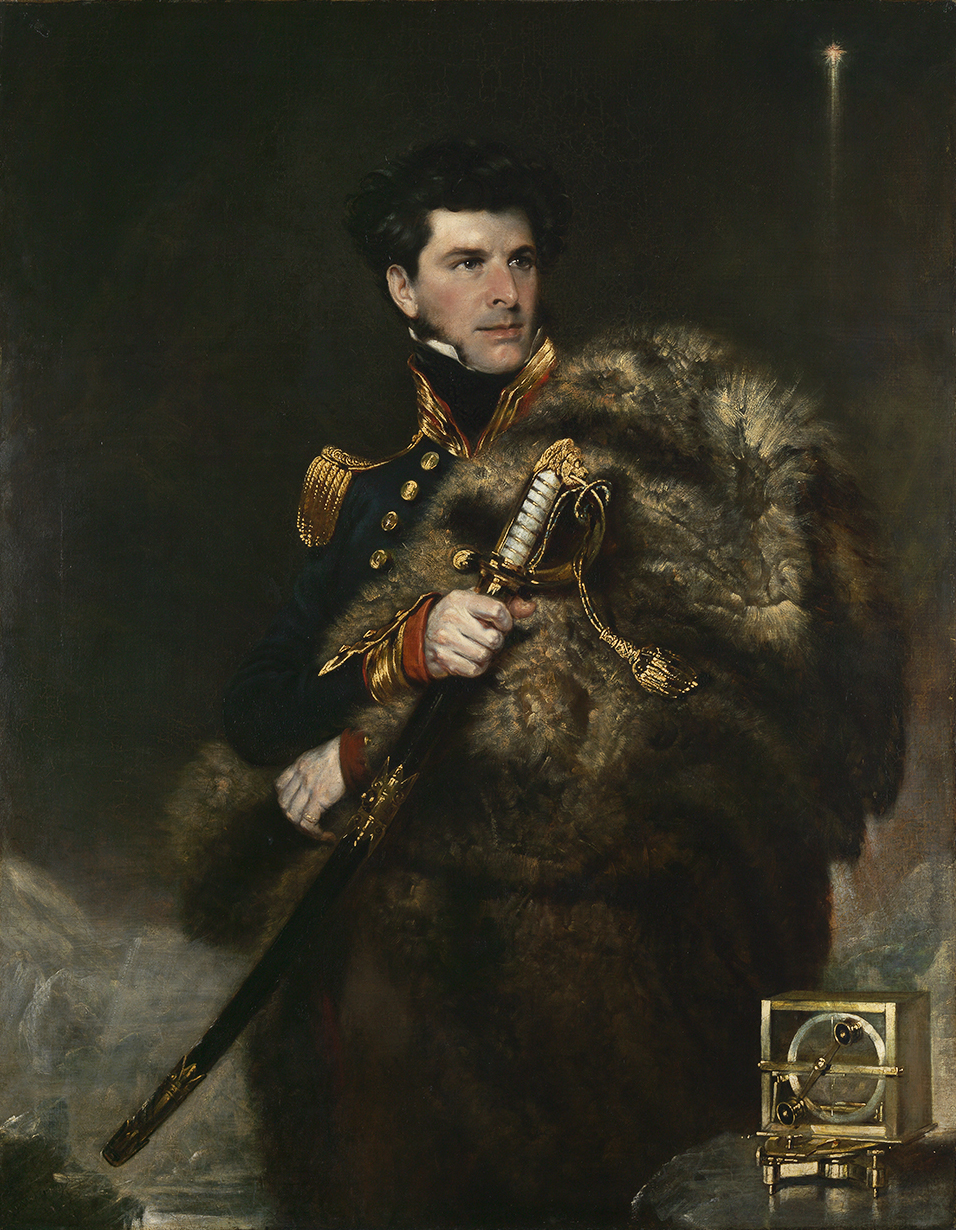
Sir James Clark Ross, der die Küste des Rossmeers erforschte und das Ross-Schelfeis entdeckte

Zwischen 1839 und 1843 unternahm der Navy-Kapitän James Clark Ross, der die zwei Schiffe Erebus und Terror kommandierte, drei Reisen in die Antarktis. In dieser Zeit entdeckte und erforschte er ein neues Gebiet der Antarktis, das das Arbeitsgebiet vieler nachfolgender britischer Expeditionen werden sollte, darunter auch das der Discovery-Expedition. Ross stellte die ungefähre Geografie der Region fest und benannte viele geografische Objekte, darunter das Rossmeer, das später nach ihm benannte und ursprünglich „Great Ice Barrier“ getaufte Ross-Schelfeis, die Ross-Insel, Kap Adare, Viktorialand, den McMurdo-Sund, Kap Crozier und die Zwillingsvulkane Mount Erebus und Mount Terror. Er kehrte mehrmals zum Ross-Schelfeis zurück, in der Hoffnung, tiefer eindringen zu können, was ihm jedoch niemals gelang. Den südlichsten Punkt erreichte er im Februar 1842 in einer kleinen Bucht auf 78° 10′ S. Ross vermutete, dass Land im Osten der Schelfeistafel liege, konnte es aber nicht bestätigen.
Nach Ross gab es für fünfzig Jahre keine bekannten Reisen in diesem Gebiet der Antarktis, bis ein norwegisches Walfangschiff im Januar 1895 kurz am Kap Adare anlandete, dem Nordzipfel von Viktorialand. Vier Jahre darauf unternahm Carsten Egeberg Borchgrevink, der an dieser Landung teilgenommen hatte, mit der Southern Cross seine eigene Expedition in die Region. Er landete im Februar 1899 am Kap Adare, errichtete eine kleine Hütte und verbrachte dort den Winter 1899. Im folgenden Sommer segelte Borchgrevink nach Süden und landete in der Bucht Ross’ in der Schelfeistafel. Eine Gruppe von drei Männern fuhr dann per Schlitten auf der Oberfläche der Schelfeistafel nach Süden und kam bis auf 78° 50′ S.
Die Discovery-Expedition wurde während eines zunehmenden internationalen Interesses an der Antarktis um die Jahrhundertwende geplant. Vier andere Expeditionen waren gleichzeitig mit der Discovery-Expedition in der Antarktis: die Gauß-Expedition unter Erich von Drygalski, die Schwedische Antarktisexpedition, geleitet von Otto Nordenskjöld, eine weitere aus Frankreich unter Jean-Baptiste Charcot und die Scottish National Antarctic Expedition unter William Speirs Bruce.

### Royal Navy, Markham und Scott
Polarforschung war in Friedenszeiten einst eine traditionelle Aktivität der Royal Navy gewesen. Dieses Interesse verringerte sich nach dem völligen Verlust der Franklin-Expedition, die Großbritannien 1845 mit Ross’ Schiffen Erebus und Terror zur Suche nach der Nordwestpassage verlassen hatte und die niemals wieder gesehen wurde. Nach der beinahe fatal verlaufenen Nordpolar-Expedition von 1874 bis 1876 unter George Nares entschied die Admiralität, dass weitere Unternehmungen gefährlich und sinnlos seien.
Der Sekretär und spätere Präsident der Royal Geographical Society jedoch, Sir Clements Markham, war ein ehemaliger Marineangehöriger, der 1851 auf einer der Expeditionen zur Suche nach Franklin und seinen Männern gedient hatte, und verfocht die Ansicht, die Navy solle ihre historische Rolle wieder aufnehmen. Eine Gelegenheit, dieses Streben voranzubringen, ergab sich 1893, als der bekannte Biologe Sir John Murray, der in den 1870ern mit der Challenger-Expedition in antarktischen Gewässern gesegelt war, eine vollwertige Antarktisexpedition zum Nutzen der britischen Wissenschaft forderte. Sowohl Markham als auch die Royal Society, die wichtigste wissenschaftliche Körperschaft des Vereinigten Königreiches, unterstützten dieses Anliegen vehement. Ein gemeinsames Komitee der beiden Gesellschaften wurde eingerichtet, um über die Form der Expedition zu beraten. Markhams Vision von einer Marineexpedition nach dem Vorbild von Ross oder Franklin standen Teile des Komitees kritisch gegenüber, doch er war so hartnäckig, dass die Expedition weitestgehend nach seinen Vorstellungen geplant wurde. Sein Bruder und Biograf schrieb später, die Expedition sei „die Schöpfung seines Gehirns, das Produkt seiner beständigen Energie“ gewesen.
Es war lange Markhams Praxis gewesen, auf vielversprechende junge Marineoffiziere zu achten, denen später möglicherweise tragende Rollen bei einer Polarexpedition zukommen könnten, sollte sich die Gelegenheit ergeben. Er hatte 1887 zunächst den Seekadetten Robert Falcon Scott beobachtet, während dieser mit der HMS Rover in St. Kitts diente, und erinnerte sich an ihn. Dreizehn Jahre später war Scott, mittlerweile Torpedoleutnant auf der HMS Majestic, auf der Suche nach einem Weg zum nächsten Karriereschritt, und eine zufällige Begegnung mit Markham in London bewog ihn dazu, sich für die Leitung der Expedition zu bewerben. Markham hatte schon lange an Scott gedacht, auch wenn dieser keineswegs immer die erste Wahl gewesen wäre, doch andere Kandidaten waren entweder gealtert oder nicht länger verfügbar. Mit Markhams entschiedener Zustimmung wurde Scotts Ernennung bis zum 25. Mai 1900 beschlossen, bald gefolgt von seiner Beförderung zum Fregattenkapitän.

### Wissenschaft versus Abenteuer
Das Wesen von Scotts Verantwortungsbereich musste noch immer festgelegt werden. Die Komiteemitglieder der Royal Society vertraten die Ansicht, dass er lediglich der Kapitän des Schiffs sein sollte, das die Expedition in die Antarktis transportieren würde. Sie sicherten die Ernennung von Dr. J. W. Gregory, Professor der Geologie an der University of Melbourne und ehemaliger Assistenzgeologe im British Museum, zum wissenschaftlichen Leiter der Expedition und deren Leiter nach der Landung. Markham und die Fraktion der Royal Geographic Society sahen die Sache anders. Sie argumentierten, dass Scotts Kommando über die Expedition ganz und ungeteilt sein müsse, und Scott selbst bestand so sehr auf diesem Punkt, dass er mit einem Rücktritt drohte. Markhams und Scotts Ansicht gewann die Oberhand und Gregory trat mit der Bemerkung zurück, dass die wissenschaftliche Arbeit nicht „einem Marine-Abenteuer untergeordnet“ sein sollte.
Diese Kontroverse trübte die Beziehung zwischen den beiden Gesellschaften und hielt über das Ende der Expedition hinaus und bis zur Veröffentlichung der wissenschaftlichen Ergebnisse an. Dass Markham auf einem Marine-Kommando bestand, war in erster Linie eine Frage von Tradition und Stil, weniger ein Ausdruck der Respektlosigkeit gegenüber den Wissenschaften. Er hatte selbst seine Meinung ausgedrückt, dass das pure Erreichen eines südlicher gelegenen Punktes als jemals jemand zuvor „der Unterstützung nicht wert“ sei.

## Personal
Komplette Liste der Expeditionsmitglieder

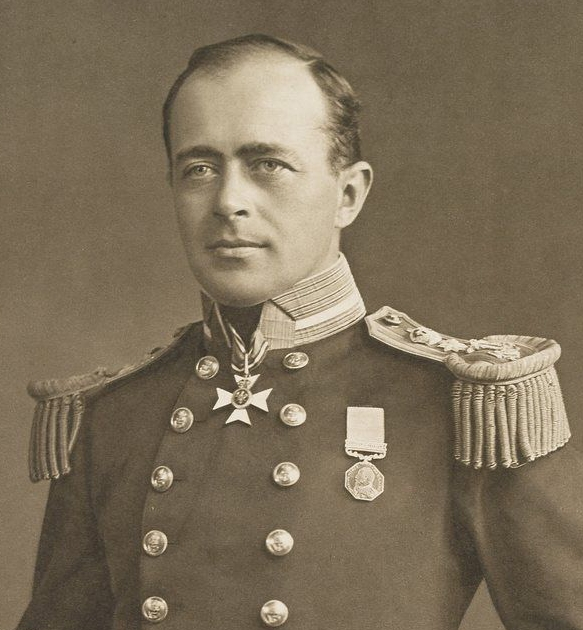
Kapitän Robert Falcon Scott, Leiter der Discovery-Expedition

Obwohl das Unternehmen offiziell kein Projekt der Navy war, schlug Scott vor, die Expedition auf Marineart durchzuführen, und sicherte die freiwillige Zustimmung der Mannschaft, unter dem Naval Discipline Act zu arbeiten. Die Admiralität erklärte sich bereit, ihn mit drei Offizieren der Royal Navy und 23 Seeleuten auszustatten. Die restlichen Expeditionsmitglieder sollten aus Matrosen der Handelsmarine oder aus Zivilpersonen zusammengesetzt sein. Zwei Offiziere der Handelsmarine heuerten an: Albert Armitage, der Erste Offizier, der bei der Jackson-Harmsworth-Arktisexpedition von 1894 bis 1897 Erfahrungen gesammelt hatte, und Ernest Shackleton, der spätere Expeditionen leiten und gemeinsam mit Scott zur wichtigsten Figur der Antarktisforschung im frühen 20. Jahrhundert werden sollte.
Das wissenschaftliche Team war unerfahren. Dr. George Murray, Gregorys Nachfolger als leitender Wissenschaftler, sollte nur bis Australien reisen (tatsächlich verließ er das Schiff bereits in Kapstadt) und die Fahrt dazu nutzen, die Wissenschaftler zu trainieren, an der Expedition selbst aber nicht teilnehmen. Der einzige Wissenschaftler mit vorhergehender Antarktiserfahrung war Louis Bernacchi, der Borchgrevink als Magnetologe und Meteorologe begleitet hatte. Der Geologe, Hartley Ferrar, war ein zweiundzwanzigjähriger Abgänger der Universität von Cambridge. Der Meeresbiologe Thomas Hodgson vom Museum von Plymouth war etwas älter und reifer, ebenso Reginald Koettlitz, der Ältere von zwei Ärzten und mit 40 Jahren älteste Teilnehmer an der Expedition. Er hatte wie Armitage an der Jackson-Harmsworth-Expedition teilgenommen. Der Zoologe und jüngere Arzt war Edward Wilson, in dem Scott einen ergebenen Anhänger fand. Er besaß sowohl die Ruhe, die Geduld als auch die Distanz, die Scott angeblich fehlte.
Scott hatte Glück, dass sich auch unter den Nichtoffizieren zuverlässige Männer wie Frank Wild und William Lashly, oder auch Thomas Crean fanden, der nach der Desertion des Seemanns Harry Baker am Hafen von Lyttelton einsprang. Bootsmann Edgar Evans und Vollmatrose Thomas Williamson würden Scott später gemeinsam mit Lashly und Crean auf seine Terra-Nova-Expedition begleiten. Ein weiterer Antarktisneuling, der später vor allem im Zusammenhang mit Shackleton bekannt wurde, war Ernest Joyce.

## Organisation und Ziele

### Finanzierung
Die Gesamtkosten für die Expedition werden auf 90.000 £ geschätzt (2008 ungefähr 5,7 Millionen €), von denen 45.000 £ durch die britische Regierung bereitgestellt wurden, vorausgesetzt, dass die beiden Gesellschaften eine entsprechende Summe sammeln konnten. Sie erreichten dies vor allem dank einer Gabe von 25.000 £ von Sir Llewellyn Longstaff, einem reichen Mitglied der Royal Geographical Society. Die RGS selbst beteiligte sich mit 8000 £, ihr bis heute größter einzelner Beitrag an einer Expedition. Weitere 5000 £ kamen von Alfred Harmsworth, dem späteren Lord Northcliffe. Die verbleibende Summe setzte sich aus kleineren Spenden zusammen. Die Expedition profitierte auch von kommerziellem Sponsoring: Colman’s stellte Senf und Mehl kostenlos zur Verfügung, Cadbury’s gab über 1600 Kilogramm Schokolade, Bird’s spendete Pudding- und Backpulver, und Evans Lescher & Webb spendeten den gesamten Bedarf an Limonensaft. Jaeger’s gewährte 40 % Rabatt auf Spezialkleidung, Bovril lieferte Rindfleischextrakt und andere spendeten kleinere Mengen an Waren.

### Schiff

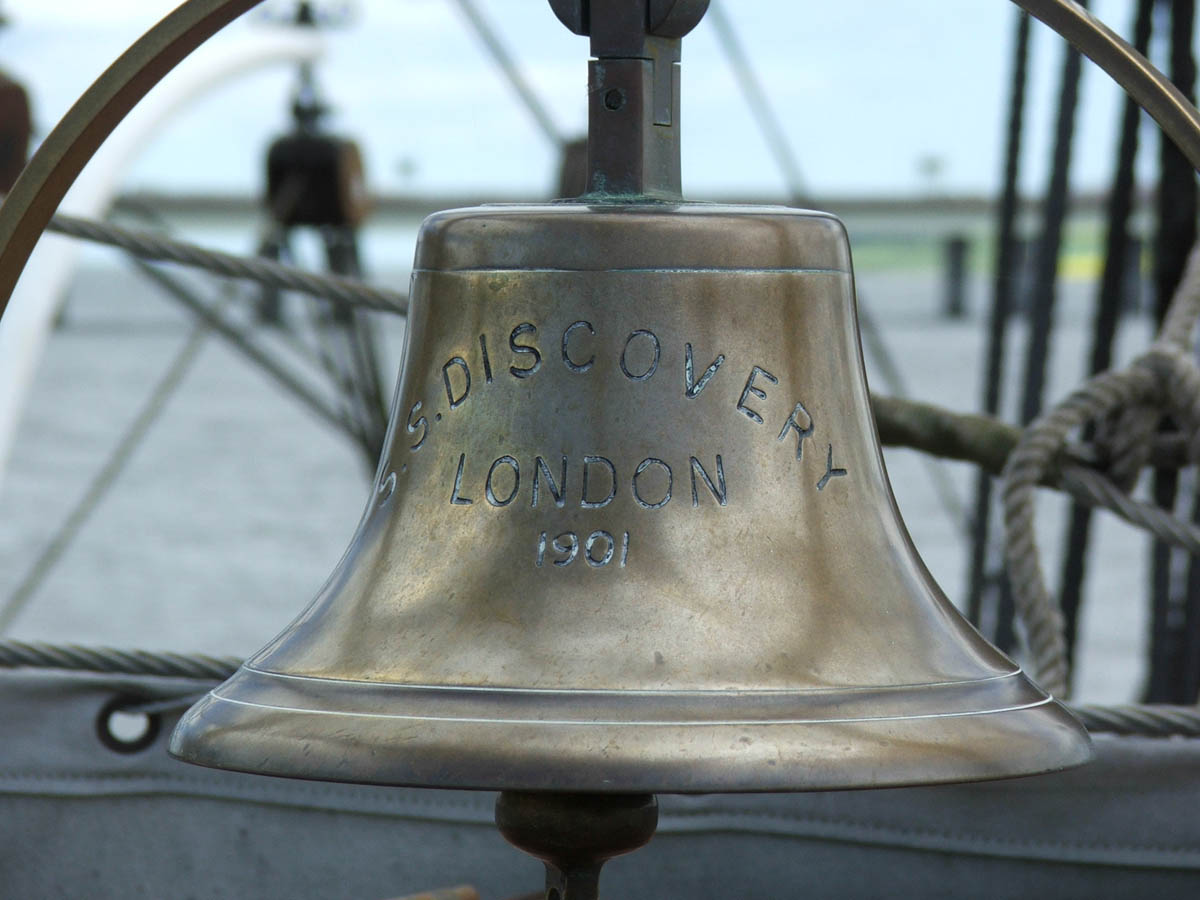
Die Schiffsglocke der Discovery

Das Expeditionsschiff wurde von der Dundee Shipbuilders' Company als Forschungsschiff gebaut und war für die Arbeit in antarktischen Gewässern ausgelegt. Die Discovery war einer der letzten in Großbritannien gebauten hölzernen Dreimaster. Die Baukosten betrugen 34.050 £, dazu kamen 10.322 £ für die Maschinen, die Endkosten nach allen Veränderungen beliefen sich auf 51.000 £. Der Name wurde in Anlehnung an eines der Schiffe von George Nares’ Expedition gewählt, gewisse Merkmale des älteren Schiffes wurden auch ins Design des neueren übernommen. Sie wurde am 21. März 1901 durch Lady Markham als SS Discovery vom Stapel gelassen (die Bezeichnung „Royal Research Ship“ erlangte sie in den Zwanzigerjahren).

### Ziele
Die Discovery-Expedition sollte wie die Expeditionen von Ross und Borchgrevink zuvor im Rossmeer arbeiten. Andere Gebiete waren in Erwägung gezogen worden, doch man folgte dem Prinzip, dass man mit dem Bekannten starten solle, um zum Unbekannten zu kommen. Die Hauptziele der Expedition wurden in den Instruktionen des Komitees an den Kommandanten Scott wie folgt zusammengefasst: „So weit wie möglich die Natur, den Zustand und die Ausdehnung des Gebietes der südpolaren Lande festzustellen, das in den Bereich Ihrer Expedition fällt“, „magnetologische Forschungen in den südlichen Regionen im Süden des 40. Breitenkreises zu machen und meteorologische, ozeanografische, geologische, biologische und physische Untersuchungen und Forschungen anzustellen“. Die Anweisungen schrieben auch vor, dass „keines dieser Ziele dem anderen geopfert werden darf“.
Die das geografische Ziel betreffenden Instruktionen wurden noch weiter ausgeführt: „Die Hauptpunkte von geografischem Interesse sind […], die Eisbarriere von Sir James Ross zum östlichen Ende hin zu erforschen; das Land, das die Barriere wie von Ross angenommen im Osten flankiert, zu entdecken oder sicherzugehen, dass es nicht existiert […], falls Sie sich entschließen sollten, im Eis zu überwintern […], sollten sich Ihre Anstrengungen betreffend die geografische Erforschung auf […] einen Vorstoß in die westlichen Berge, einen Vorstoß in den Süden und eine Erforschung der vulkanischen Region richten“.

## Expedition

### Das erste Jahr
Die Discovery verließ am 6. August 1901 die britischen Gewässer und kam am 29. November via Kapstadt in Neuseeland an, nachdem sie für magnetologische Untersuchungen einen Abstecher auf über 40° S gemacht hatte. Nach drei Wochen an letzten Vorbereitungen war sie bereit, die Reise in den Süden anzutreten. Am 21. Dezember, als das Schiff den Hafen von Lyttelton unter dem Jubel der Menge verließ, ereignete sich ein bedauerlicher Unfall, der einen Schatten auf den Beginn der Expedition warf: Der junge Vollmatrose Charles Bonner fiel von der Spitze des Großmastes, den er bestiegen hatte, um den Applaus der Menge zu erwidern, und kam dabei um. Er wurde zwei Tage darauf in Port Chalmers beerdigt.
Nach der Beerdigung brach die Discovery endgültig nach Süden auf und kam am 9. Januar 1902 vor Kap Adare an. Nach einer kurzen Landung fuhr sie weiter nach Süden, entlang der Küste Viktorialands bis zur McMurdo-Bucht und wandte sich dann nach Osten, um am Kap Crozier erneut zu landen. Die Expeditionsmitglieder hinterließen hier wie vereinbart eine Nachrichtenstation. Danach folgte das Schiff dem Ross-Schelfeis bis zu seinen östlichen Ausläufern, wo das von Ross vermutete Land am 30. Januar bestätigt und Edward-VII-Land genannt wurde.
Am 4. Februar landete Scott auf der Schelfeistafel und ließ einen Beobachtungsballon an Land bringen, den er für Erkundungen aus der Luft erworben hatte. Scott erreichte mit dem sorgfältig festgemachten Ballon schnell eine Höhe von über 184 Metern, Shackleton folgte später mit einem zweiten Aufstieg. Alles, was sie sehen konnten, war die endlose Eisfläche. Edward Wilson hielt die Ballonaufstiege für „reinen Wahnsinn“; das Experiment wurde nicht wiederholt.
Auf der Suche nach einem geeigneten Ort für ein Winterlager wandte sich die Discovery jetzt nach Westen. Am 8. Februar fuhr sie in die McMurdo-Bucht ein und wurde später an einem Ort nahe deren südlichem Ende verankert, der später Winter Quarters Bay benannt wurde. Die Arbeit an Land begann mit der Errichtung der Expeditionshütte auf einer felsigen Halbinsel, die Hut Point genannt wurde. Scott hatte beschlossen, dass die Expeditionsmitglieder weiter an Bord des Schiffs leben und arbeiten sollten, und ließ die Discovery ins Packeis einfrieren und die Männer die Hütte als Lagerschuppen und Schutzhütte nutzen.

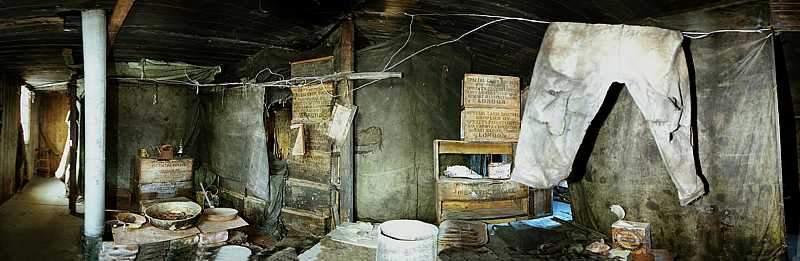
Innenraum der Discovery-Hütte (moderne Fotografie)

Für die Männer von der Discovery war der Gewöhnungsprozess an die neue Umgebung ernüchternd. Keiner der Männer war ein geübter Skifahrer, und lediglich Bernacchi und Armitage hatten etwas Erfahrung mit Hundeschlitten. Die Resultate der anfänglichen Bemühungen, diese Techniken zu meistern, waren nicht ermutigend und bekräftigten Scotts Vorurteile zugunsten des Ziehens der Schlitten durch Männer. Die Gefahren für unerfahrene Reisende unter unvorhersagbaren und unbekannten Bedingungen wurden bestätigt, als am 11. März eine von einer abgebrochenen Reise nach Kap Crozier zurückkehrende Gruppe während eines Schneesturms auf einem eisigen Hang eingeschlossen wurde. Bei ihrem Versuch, sichereren Boden zu finden, rutschte der Vollmatrose George Vince über den Rand einer Klippe und kam ums Leben. Seine Leiche wurde nie gefunden; ein Kreuz mit einer einfachen Aufschrift, errichtet in seinem Gedenken, steht noch heute auf dem höchsten Punkt der Hut-Point-Halbinsel.
Während des südlichen Winters von Mai bis August waren die Wissenschaftler in ihren Laboratorien beschäftigt, während anderswo Ausrüstung und Waren für die Arbeit der nächsten Saison vorbereitet wurden. Zur Entspannung gab es Amateur-Theateraufführungen und erzieherische Veranstaltungen in der Form von Lesungen. Eine Zeitung, die South Polar Times, wurde gedruckt. Auch die Aktivitäten im Freien wurden nicht gänzlich eingestellt; die Männer spielten Fußball auf dem Eis und die geplanten magnetologischen und meteorologischen Beobachtungen wurden sämtlich durchgeführt.

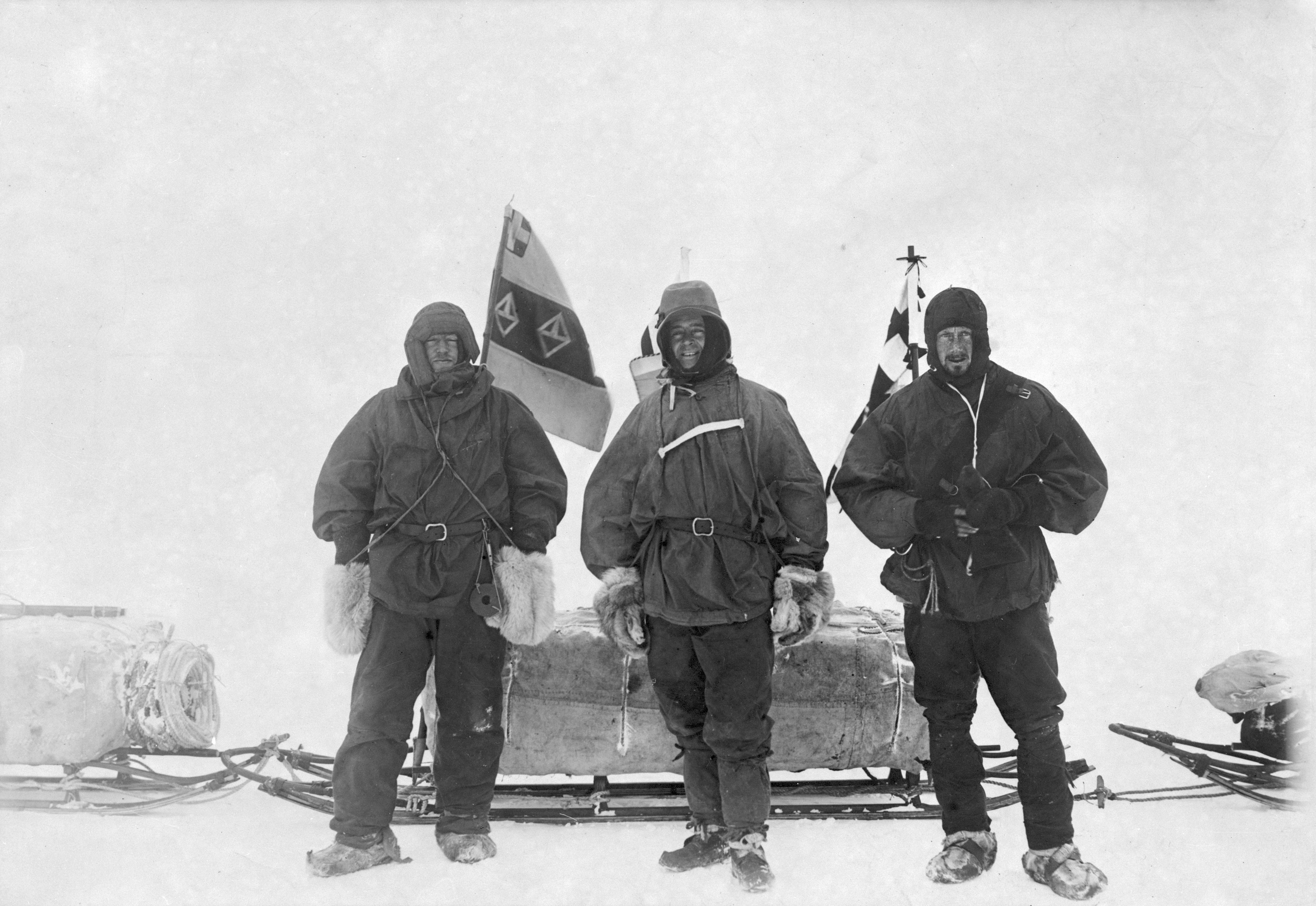
Shackleton, Scott und Wilson (v. l. n. r.) beim Aufbruch zum Südpol am 2. November 1902

Als der Winter endete, wurden die Schlittenfahrten wieder aufgenommen, um Ausrüstung und Rationen für die geplante Reise nach Süden zu testen, die Scott, Wilson und Shackleton unternehmen würden.
In der Zwischenzeit reiste eine Gruppe unter der Führung von Leutnant Charles Royds nach Kap Crozier, um dort eine Nachricht an der Station zu hinterlassen, und entdeckte die Kaiserpinguin-Kolonie, während ein anderes Team unter Armitage zu Aufklärungszwecken in die Berge im Westen vordrang. Dieses Team kehrte im Oktober mit Skorbut-Symptomen zurück. Die Ernährung der Expeditionsmitglieder wurde rasch umgestellt; Dosenfleisch wurde durch Frischfleisch ersetzt, und das Problem war eingedämmt. Es ist nicht klar, wie weit diese Umgestaltung der Ernährung auf die bei den Schlittenfahrten mitgeführten Rationen übertragen wurde, doch es reichte offensichtlich nicht aus, um das erneute Auftreten von Skorbut auf der Südreise zu verhindern.
Scott, Wilson und Shackleton brachen am 2. November 1902 mit den Hunden und unterstützenden Männern auf. Ihr Ziel war es, „so weit, wie wir können auf einer geraden Linie auf dem Eis der Barriere nach Süden zu gelangen, wenn möglich den Pol zu erreichen oder neues Land zu finden“. Ihre mangelhafte Beherrschung der Hunde wurde jedoch bald klar, man kam langsam voran. Nachdem die unterstützenden Gruppen umgekehrt waren, verlegten sich die Männer darauf, die Ausrüstungsgegenstände mit mehreren Fahrten weiterzutransportieren, und mussten so drei Kilometer für jeden Kilometer effektiven Fortkommens nach Süden zurücklegen. Beim Hundefutter waren Fehler gemacht worden, und eine Mischung aus schlechter Ernährung und inkompetenter Behandlung schwächte die Hunde noch weiter, bis Wilson gezwungen war, den Schwächsten als Nahrung für die Übrigen zu töten. Auch die Männer hatten Mühe, Schneeblindheit, Erfrierungen und möglicherweise Skorbut im Frühzustand setzten ihnen zu, doch sie fuhren bis zum 30. Dezember parallel zu den Bergen im Westen weiter nach Süden, als sie, ohne das Eis verlassen zu haben, bei 82° 17′ S den südlichsten Punkt ihrer Reise erreichten und damit einen neuen Südrekord aufstellten. Auf der Rückreise vergrößerten sich die Schwierigkeiten, da die übrigen Hunde starben und Shackleton durch Skorbut geschwächt zusammenbrach. Scott und Wilson kämpften sich weiter, während Shackleton keinen Schlitten ziehen konnte und neben den anderen her ging oder auf dem Schlitten gezogen wurde. Die Gruppe erreichte das Schiff schließlich am 3. Februar 1903 nach einer Reise von 93 Tagen mit einer enttäuschend geringen Geschwindigkeit von durchschnittlich unter 14 Kilometern pro Tag. Dennoch hatten sie trotz ihrer Nöte nie damit aufgehört, die Gebirgskette im Westen zu kartieren, und zahlreiche geografische Objekte und Landmarken identifiziert und benannt.

### Ankunft des Versorgungsschiffs
Während der Abwesenheit der Südgruppe war das Versorgungsschiff Morning angekommen und hatte frische Vorräte gebracht. Die Organisatoren der Expedition vermuteten, dass die Discovery Anfang 1903 vom Eis freikommen würde. Scott könnte dann weitere Forschung vom Meer aus unternehmen, sich vor Wintereinbruch aus dem Packeis bewegen und im März oder April nach Neuseeland zurückkehren. Es war geplant, dass die Discovery durch den Pazifischen Ozean zurück nach Großbritannien fahren und unterwegs die magnetologischen Forschungen fortsetzen sollte. Die Morning sollte jegliche Unterstützung gewähren, die Scott in dieser Zeit verlangen könnte.
Dieser Plan wurde vereitelt, als die Discovery fest im Eis eingefroren blieb. Markham hatte dies für sich bereits befürchtet, und der Kapitän der Morning, William Colbeck, hatte einen geheimen Brief an Scott bei sich, der ihm ein weiteres Jahr im Eis gestattete. Da die Discovery nicht freizubekommen war, wurde diese Option unvermeidlich. Die Morning war auch die Gelegenheit für einige Mitglieder der Mannschaft, nach Großbritannien zurückzukehren, und unter diesen war gegen seinen Willen auch der genesende Shackleton, der laut Scott „in seinem momentanen Gesundheitszustand keine weiteren Anstrengungen riskieren sollte“. Einige Antarktishistoriker führen die Antipathie zwischen Scott und Shackleton auf diesen Punkt zurück, während andere sie als Nebenprodukt der Südreise ansehen. Es gibt dennoch viele Beweise dafür, dass ihre Beziehung noch einige Jahre lang herzlich blieb. Die Morning fuhr am 2. März 1903 in Richtung Neuseeland ab, die in der Antarktis verbleibenden Männer bereiteten sich auf einen weiteren Winter vor.

### Zweites Jahr im Eis

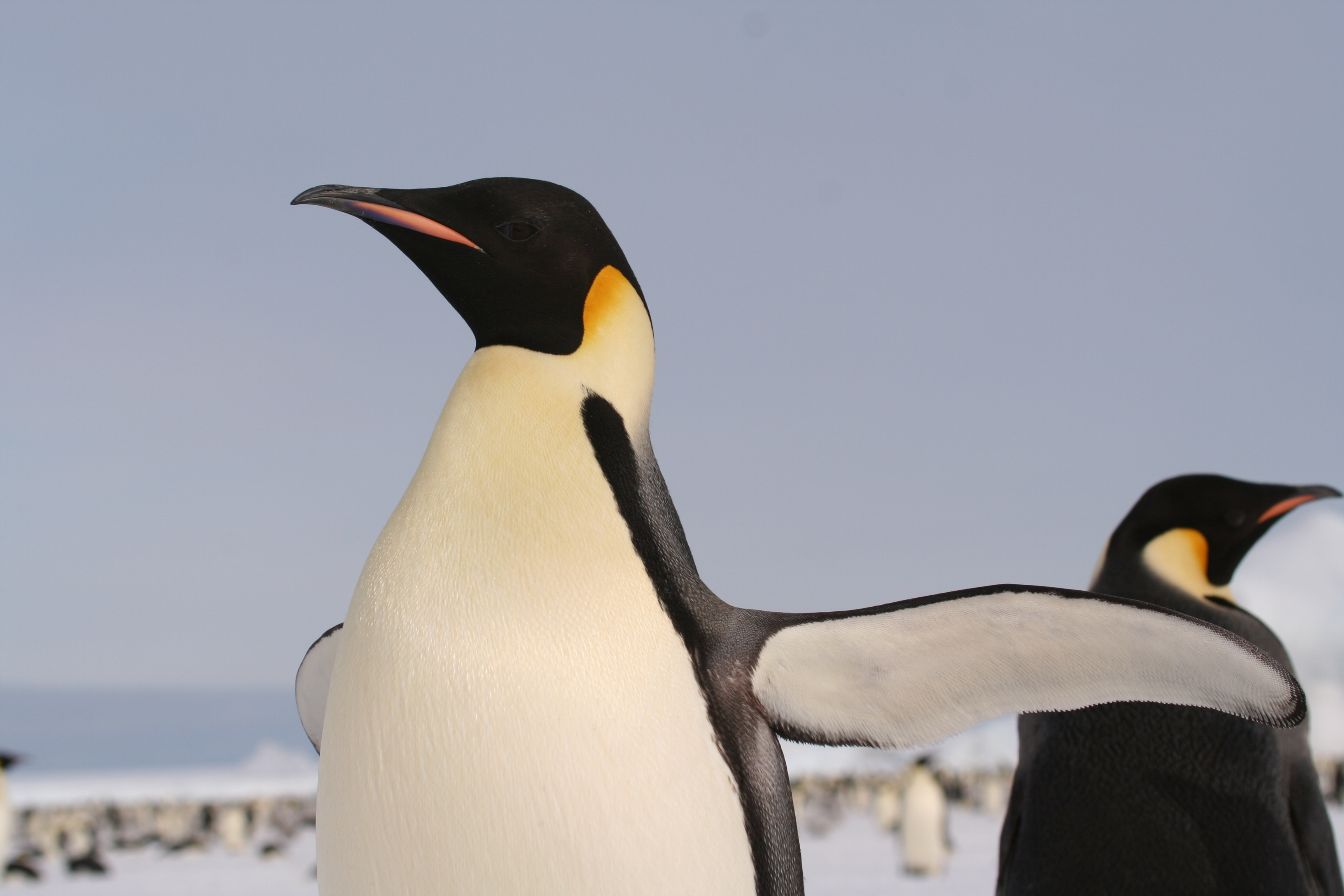
Kaiserpinguine. Die Kolonie am Kap Crozier wurde im Oktober 1902 von einer Gruppe unter Charles Royds entdeckt

Nachdem der Winter von 1903 vorüber war, bereitete sich Scott auf die zweite Hauptreise der Expedition vor, die einen Aufstieg in die westlichen Berge und eine Erforschung des Zentrums von Viktorialand beinhalten würde. Armitages Aufklärungsmannschaft im vorigen Jahr hatte eine Route bis zur Höhe von 2670 Metern gebahnt, bevor sie umgekehrt war, doch Scott wollte von dort aus weiter nach Westen vordringen und wenn möglich den südlichen Pol des Erdmagnetfeldes (antarktisch magnetischer Pol) erreichen. Nach einem Fehlstart wegen defekter Schlitten brach am 26. Oktober 1903 eine Gruppe von neun Mann von der Discovery aus auf, darunter Scott, Lashly und Edgar Evans. Nachdem sie einen großen Gletscher hinaufgestiegen waren, der nach dem Geologen der Gruppe Ferrar-Gletscher benannt wurde, erreichten sie eine Höhe von 2100 Metern, bevor sie von Schneestürmen eine Woche lang im Zelt zurückgehalten wurden. Die Spitze des Gletschers erreichten sie erst am 13. November. Sie ließen Armitages Umkehrpunkt hinter sich, entdeckten das Polarplateau und bereisten es als erste Menschen. Nach der Rückkehr der geologischen und unterstützenden Mannschaften fuhren Scott, Lashly und Evans für acht weitere Tage weiter über die eintönige Ebene nach Westen und erreichten den westlichsten Punkt ihrer Reise am 30. November, kurz nach dem 148. östlichen Längengrad und etwa 112 Kilometer südwestlich der berechneten Lage des magnetischen Pols. Da sie ihre Navigationstabellen während des Gletscheraufstiegs in einem Sturm verloren hatten, wussten sie nicht genau, wo sie sich befanden, durch die eintönige Landschaft hatten sie auch keinerlei Landmarken, die ihnen bei der Positionsbestimmung helfen konnten. Die Rückreise zum Ferrar-Gletscher von 240 Kilometern war sehr gefährlich, doch sie fanden den Gipfel des Gletschers und machten auf dem Abstieg einen kurzen Abstecher, um das seltene Phänomen eines schneefreien Gebiets in der Antarktis zu entdecken, die McMurdo-Trockentäler. Scott und Evans überlebten einen Sturz in eine Gletscherspalte, der tödlich hätte enden können, bevor die Gruppe am 24. Dezember die Discovery erreichte. Ihr durchschnittliches Vorankommen auf dieser ausschließlich durch Menschenkraft bewältigten Reise war deutlich besser als das, das auf der Südreise der vorangehenden Saison mit Hunden erreicht worden war, eine Tatsache, die Scotts Vorurteile gegen Hunde weiter stärkte.
Während Scotts Abwesenheit wurden einige weitere Reisen unternommen. Royds und Bernacchi befuhren das Schelfeis während 31 Tagen in südöstlicher Richtung, stellten fest, dass seine Oberfläche durchgehend flach war und machten weitere magnetologische Messungen. Eine weitere Gruppe hatte den Koettlitz-Gletscher im Südwesten erforscht, und Wilson war nach Kap Crozier gefahren, um die Kaiserpinguinkolonie von Nahem zu beobachten.

### Rettungsexpedition
Scott hatte gehofft, die Discovery bei seiner Rückkehr eisfrei vorzufinden, doch das Eis brach nicht auf. Befreiungsversuche mit Eissägen waren begonnen worden, doch nach 12 Tagen waren nur zwei parallele Schnitte von 137 Metern gehauen worden, während das Schiff noch immer 32 Kilometer vom offenen Wasser entfernt war. Die Arbeit wurde eingestellt.
Am 5. Januar 1904 kam die Morning mit einem zweiten Schiff zurück, der Terra Nova. Sie brachte eindeutige Anweisungen von der Admiralität mit sich: Wenn die Discovery nicht befreit werden könnte, sollte sie verlassen und ihre Besatzung auf den beiden Rettungsschiffen nach Hause gebracht werden. Dieses Ultimatum resultierte aus Markhams Abhängigkeit vom Finanzministerium, um für die Kosten der Rettungsexpedition aufkommen zu können, was wieder eigene Bedingungen mit sich brachte. Die Frist, über die die drei Kapitäne übereinkamen, endete am 25. Februar. Ein Rennen gegen die Zeit begann für die Rettungsschiffe, die versuchten, die Discovery zu erreichen, die noch immer vor der Hut-Point-Halbinsel eingefroren war. Als Vorsichtsmaßnahme begann Scott, seine wissenschaftlichen Proben auf die anderen Schiffe zu bringen. Sprengkörper wurden genutzt, um das Eis aufzubrechen und die Sägemannschaften nahmen ihre Arbeit wieder auf, doch obwohl die Rettungsschiffe sich der Discovery nähern konnten, blieb sie bis Ende Januar fest im Eis, drei Kilometer von der geöffneten Fahrrinne. Am 10. Februar akzeptierte Scott, dass er bald mit den Vorbereitungen zur Evakuation beginnen müsste, doch am 14. Februar brach das Eis plötzlich auf und die Morning und die Terra Nova konnten gemeinsam in die Fahrrinne navigieren. Eine letzte Sprengladung entfernte das restliche Eis am 16. Februar und am folgenden Tag begann die Discovery nach einer letzten Schrecksekunde, als sie vorübergehend auf einer Untiefe auflief, ihre Rückfahrt nach Neuseeland.

## Folgezeit und Erfolge
Bei ihrer Rückkehr nach Großbritannien im September 1904 wurde die Expedition wohlwollend empfangen. Scott wurde zum Kapitän der Royal Navy befördert und nach Balmoral eingeladen, um den König zu treffen, der ihn zum Commander des Royal Victorian Order beförderte. Er erhielt auch einige Medaillen und Auszeichnungen aus Übersee, darunter die französische Ehrenlegion. Auch andere Offiziere und Mannschaftsmitglieder wurden befördert. Scotts veröffentlichter Bericht, The Voyage of the Discovery, verkaufte sich gut, und er erlangte eine gewisse Bekanntheit, bevor er seine Marinekarriere wieder aufnahm, während der er zunächst als Assistent des Direktors des Marinegeheimdienstes und ab August 1906 als Flag Captain für Konteradmiral George Egerton (1852–1940) auf der HMS Victorious diente.
Die wichtigsten geografischen Resultate der Expedition waren die Entdeckung der Edward-VII-Halbinsel und der Aufstieg in die westlichen Berge, die Entdeckung des Polarplateaus, die erste Schlittenfahrt auf dem Plateau und der Westrekord jenseits des 148. Längengrades sowie die Reise auf dem Ross-Schelfeis bis auf 82° 17′ S, wobei ein neuer Südrekord aufgestellt wurde. Die Natur auf der Ross-Insel wurde beschrieben, die Kette der Transantarktischen Berge bis auf 83° S kartiert und die Lage und Höhe von über 200 Bergen berechnet. Viele andere geografische Objekte und Landmarken wurden identifiziert und benannt und es wurden ausführliche Vermessungsarbeiten an der Küste angestellt.
Zusätzlich zu der Masse an Daten aus meteorologischen und magnetologischen Beobachtungen, deren Auswertung Jahre in Anspruch nehmen würde, wurden einige Entdeckungen von großer wissenschaftlicher Bedeutung getätigt. Darunter waren die schneefreien McMurdo-Trockentäler, die Kaiserpinguin-Kolonie am Kap Crozier, wissenschaftliche Beweise dafür, dass das Ross-Schelfeis eine schwimmende Schelfeistafel ist und das von Ferrar gefundene Blattfossil, das dabei half, die Antarktis zum Superkontinent Gondwana in Relation zu setzen. Tausende von geologischen und biologischen Proben waren gesammelt worden, unter denen neue Meeresspezies identifiziert werden konnten. Außerdem war die Lage des südlichen magnetischen Pols mit einer akzeptablen Genauigkeit berechnet worden. Als jedoch die meteorologischen Daten veröffentlicht wurden, war ihre Genauigkeit unter Wissenschaftlern umstritten, etwa dem Präsidenten der Physical Society of London, Charles Chree (1860–1928). Scott verteidigte die Arbeit seiner Leute, während er im Privaten zugab, dass Royds’ Aufzeichnungen in diesem Gebiet „grauenhaft schlampig“ gewesen seien.

## Nachwirkungen
Die Expedition schuf unter einigen Mitgliedern beträchtlichen Enthusiasmus für die zukünftige Erforschung der Antarktis. Scott selbst hatte weitere Ambitionen, und drei seiner Offiziere – Armitage, Barne und Shackleton – sollten später eigene Pläne verfolgen. Von den Mitgliedern der Mannschaft kamen Frank Wild und Ernest Joyce mit späteren Expeditionen mehrfach in die Antarktis zurück. Mit insgesamt fünf Unternehmungen nahm Wild an mehr Expeditionen teil als jeder andere Forscher.
Der Öffentlichkeit wurde die Expedition im Großen und Ganzen als nationaler Erfolg präsentiert, teilweise auch dank des Enthusiasmus von Markham. Besonders Scott wurde zu einem Helden. Diese Euphorie war jedoch einer objektiven Analyse oder einer überdachten Abwägung der Stärken und Schwächen der Expedition alles andere als förderlich. Daraus resultierte, dass Charakteristika wie das Vertrauen auf Mut und einfallsreiche Improvisation von späteren britischen Expeditionen eher als Norm angesehen wurden als etwa Professionalität. Besonders Scotts Verherrlichung des Schleppens der Schlitten durch Männer als etwas an sich Nobleres als andere Möglichkeiten der Fortbewegung auf dem Eis führte zu einem generellen Misstrauen gegenüber Methoden, die Skier oder Hunde einbezogen.
Scott wandte einige auf der Discovery-Expedition gelernte Lektionen auf seine nächste Unternehmung an, die Terra-Nova-Expedition. Er nahm ein größeres und erfahreneres wissenschaftliches Team mit, er vermied es, sein Schiff im Eis einfrieren zu lassen, er stellte einen Skiexperten ein und ließ seine Männer Erfahrungen im Skifahren sammeln. Allerdings wiederholte er die allgemeine Form der früheren Expedition – ihre Größe, ihre multiplen Ziele und ihren formellen Marinecharakter. Seine negativen Erfahrungen mit Hunden veranlassten ihn aber dazu, sie zwar unter professioneller Anleitung, aber nur eingeschränkt als sekundäre Transportmethode einzusetzen, obwohl sie einen größeren Beitrag hätten leisten und so möglicherweise den Tod von Scott und den anderen vier Mitgliedern seiner Gruppe hätte abwenden können. Shackletons Nimrod-Expedition von 1907 bis 1909, die kleiner und weniger förmlich war sowie ein genauer definiertes Ziel hatte, übertraf Scotts Erfolg die Erforschung betreffend deutlich und erreichte fast den Pol. Jedoch baute auch Shackletons Transportsystem nicht auf Hunden auf, sondern auf sibirischen Ponys, so dass Scotts schlechte Meinung über die Hunde nicht beeinflusst, durch Shackletons eindrückliche Resultate möglicherweise sogar noch verstärkt wurde.
Dass es nicht gelang, den Skorbut zu vermeiden, was auch auf folgenden Expeditionen zum Problem wurde, ist eher medizinischer Ignoranz im Hinblick auf die Gründe der Krankheit anzukreiden als der Expeditionsleitung. Zu dieser Zeit war es bekannt, dass eine Ernährung mit frischem Fleisch heilend wirken konnte. Frisches Robbenfleisch wurde so auf die Südreise mitgenommen, „für den Fall, dass wir uns von Skorbut angegriffen sehen“, eine Wortwahl, die nahelegt, dass das Fleisch eher für eine Behandlung nach dem Auftreten der Krankheit gedacht war als für einen vorbeugenden Einsatz. Es ist nicht bekannt, wie viel Frischfleisch mitgenommen wurde, doch der Skorbut trat auf der Reise jedenfalls auf. Auf seiner Nimrod-Expedition vermied Shackleton die Krankheit durch sorgfältige Auswahl der Nahrung, in die etwa zusätzliches Pinguin- und Robbenfleisch aufgenommen wurde. Leutnant Edward Evans starb jedoch während der Terra-Nova-Expedition beinahe, und der Skorbut griff auch in der Ross Sea Party 1915 bis 1916 um sich. Es blieb eine Gefahr, bis seine Ursachen schließlich bekannt wurden, etwa 25 Jahre nach der Discovery-Expedition.